# (3100) Zimmerman
(3100) Zimmerman es un asteroide perteneciente al cinturón de asteroides, descubierto el 13 de marzo de 1977 por Nikolái Stepánovich Chernyj desde el Observatorio Astrofísico de Crimea (República de Crimea).

## Designación y nombre
Designado provisionalmente como 1977 EQ1. Fue nombrado Zimmerman en honor al  astrónomo soviético ruso Nikolai Vladimirovich Zimmerman.